# König-Fahd-Moschee (Sarajevo)

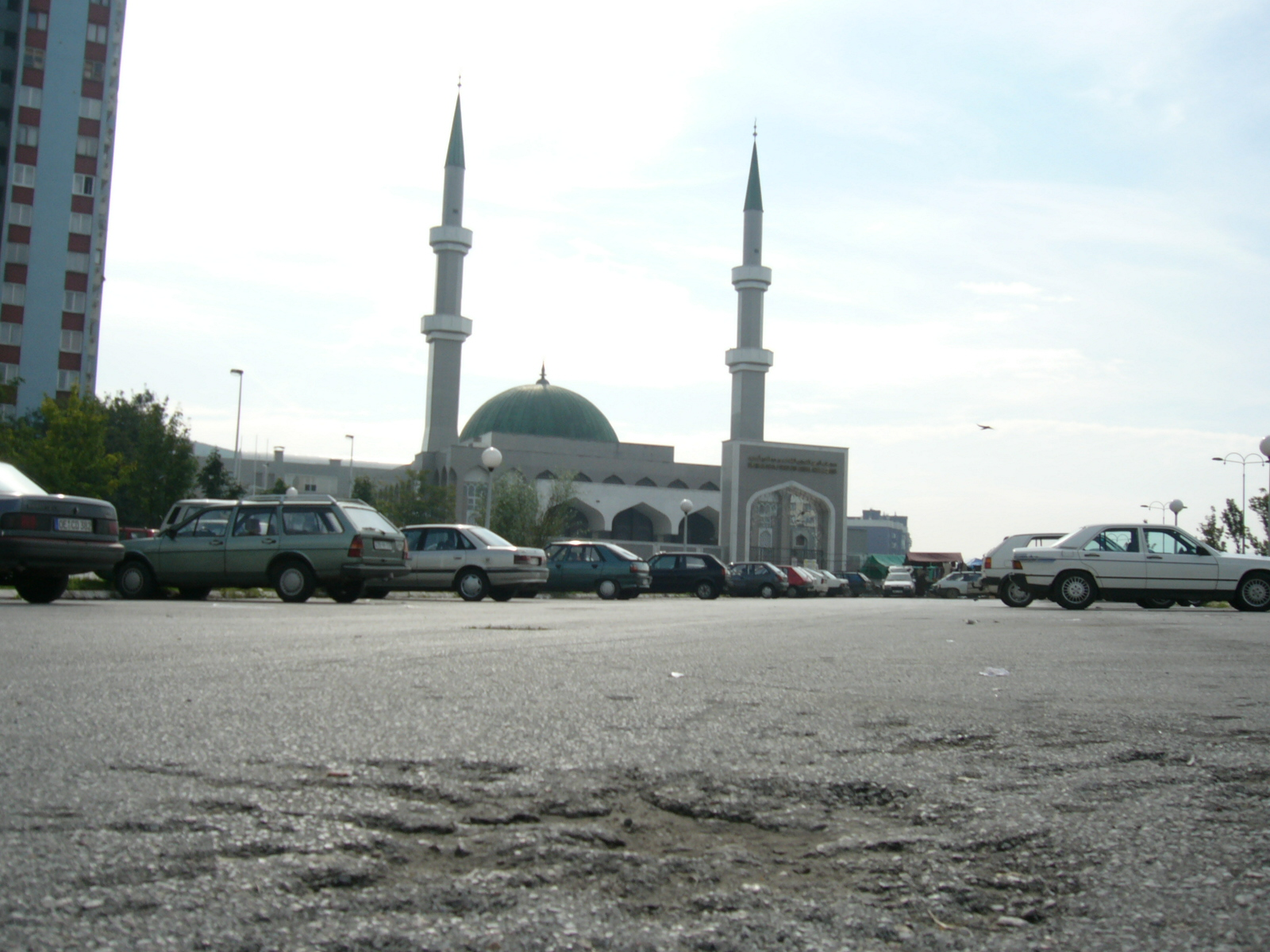
König-Fahd-Moschee in Sarajevo

Die König-Fahd-Moschee (bosnisch Džamija kralja Fahda bzw. Fahdova džamija) in Sarajevo ist die größte Moschee von Bosnien und Herzegowina. Sie wurde mit Spenden und Geldern aus Saudi-Arabien finanziert und errichtet, weshalb sie gelegentlich auch Saudische Moschee (Saudijska džamija) genannt wird. Bis 2024, als in Albanien die Große Moschee von Tirana eröffnet wurde, war die König-Fahd-Moschee auch die größte Moschee des Balkans.

## Lage
Die Moschee befindet sich im Quartier Mojmilo des Stadtteils Alipašino Polje in Sarajevo-Novi Grad, welches für die Olympischen Winterspiele 1984 errichtet wurde. Es wurde während des Bosnienkriegs schwer beschädigt und für Wohnzwecke wiederaufgebaut.
König-Fahd-Moscheen gab und gibt es auch in Bonn, Culver City oder Buenos Aires.

## Geschichte
Aufgrund der Vertreibung von Muslimen aus Ostbosnien durch „ethnische Säuberungen“ während des Bosnienkriegs sowie wegen der Rückkehr zum Islam im postsozialistischen Bosnien und Herzegowina kamen viele Flüchtlinge in die Neubauviertel von Sarajevo, die bis dahin keine Moscheen besaßen. Daher wurden in Novi Grad zwei monumentale Moscheen errichtet, wobei die Moschee in Mojmilo durch Saudi-Arabien und die Moschee in Otoka – die Istiqlal-Moschee – von Indonesien finanziert wurde. Die Gelder für die König-Fahd-Moschee wurden über das „Hohe saudische Komitee für die Hilfe für Bosnien und Herzegowina“ (Visoki saudijski komitet za pomoć Bosni i Hercegovini) zur Verfügung gestellt. Beide Moscheen wurden um islamische Kulturzentren ergänzt, weshalb zur König-Fahd-Moschee unter anderem eine Religionsschule, eine islamische Bibliothek und ein Turnsaal gehören.
Als Architekt wurde auf Wunsch Saudi-Arabiens ein Bosnier beauftragt. Man wählte daher Ahmet Kapidžić, der in seine Entwurf bosnische Elemente integrierte, aber auch Elemente aus andere islamischen Ländern übernahm. Am 15. September 2000 wurde die Moschee, die Platz für mehr als 4000 Personen bietet, durch den saudischen Prinzen Salman ibn Abd al-Aziz eingeweiht. Die Moschee ist nach dem ehemaligen saudischen König Fahd ibn Abd al-Aziz benannt und wird von der konservativen Richtung der Wahhabiten geprägt.
Jasmila Zbanic drehte Teile des Films Zwischen uns das Paradies (2010) in der Moschee.
Die 2013 geplante Namazgâh-Moschee in der albanischen Hauptstadt Tirana hat die König-Fahd-Moschee als größte Moschee auf dem Balkan abgelöst.